# ロアルド・ホフマン
ロアルド・ホフマン（Roald Hoffmann、（1937年7月18日 - ）は、アメリカ合衆国の化学者・ホロコースト生還者。出生名はロアルド・ザフラン（Roald Safran）。
量子化学で化学反応におけるウッドワード・ホフマン則を明らかにし、1981年度のノーベル化学賞を福井謙一とともに受賞した。

## 来歴
ポーランド第二共和国のガリツィア・ズウォチュフ（現ウクライナのゾーロチウ）でユダヤ系の家庭（父ヒレル・ザフラン、母クララ・ローゼン）に生まれ、探険家ロアール・アムンセン（ロアルド・アムンゼン）にあやかって名づけられた。第二次世界大戦で一家はまずソ連占領下に置かれ、1941年からはナチス・ドイツ占領下に置かれて強制収容所に送られた。彼と母は1944年に父の努力で脱出し、匿われたが、父は殺された。1944年6月にソ連の赤軍によって解放され、プシェムィシルを経てクラクフに移り、母はパウル・ホフマンと再婚した。
1946年に一家はポーランドを脱出し、チェコスロバキアを経て、オーストリアのリンツ近郊にあるビンダーミッヒル避難民キャンプに移動し、1947年には西ドイツのアーレン近郊のヴァッサーアルフィンゲン収容所からミュンヘンに移動、1949年に渡米し、ニューヨークのブルックリンに定住した。コロンビア大学を1958年に卒業、ハーバード大学大学院でウィリアム・リプスコムについて学び、1962年に博士号を取得した。1965年コーネル大学の准教授になり、1968年に教授に就任。
有機化合物・無機化合物の両方を研究対象とし、拡張ヒュッケル法（彼が1963年に提唱した）などの計算機化学的方法を発展させた。またこれを用いて、ロバート・バーンズ・ウッドワードとともに、有機化学反応の立体選択性を予測する法則であるウッドワード・ホフマン則を明らかにした。
科学に関する啓蒙書を書いているほか、詩人としても2巻の詩集を出している。また科学的発見をテーマとする劇 "O2 Oxygen" を書いている。
2009年、ホフマンの主導により故郷ゾーロチウにホロコースト犠牲者の記念碑が建てられた。

## 受賞歴
- 1969年 ACS純粋化学賞
- 1973年 アーサー・C・コープ賞
- 1974年 ライナス・ポーリング賞、センテナリー賞
- 1980年 レムセン賞
- 1981年 ノーベル化学賞、ウィリアム・H・ニコルズ賞
- 1983年 アメリカ国家科学賞
- 1986年 米国科学アカデミー賞化学部門
- 1990年 プリーストリー賞、シュレーディンガー・メダル
- 2006年 アメリカ化学者協会ゴールドメダル
- 2011年 ロモノーソフ金メダル

## 参照
- Roald Hoffmann Nobel Foundation